# Кіпрята
Кі́прята (рос. Кипрята) — присілок в Балезінському районі Удмуртії, Росія.
В 1960-х роках присілок був центром сільради.

## Населення
Населення — 94 особи (2010; 130 в 2002).
Національний склад станом на 2002 рік:
- росіяни — 95 %